# Radim Breite
Radim Breite (* 10. srpna 1989 Krupka) je český profesionální fotbalista, který hraje na pozici středního záložníka za český klub SK Sigma Olomouc, kde plní také roli kapitána. V roce 2020 odehrál také 1 utkání v dresu české reprezentace.

## Klubová kariéra
Svoji fotbalovou kariéru začal v týmu TJ Hvězda Trnovany, odkud v průběhu mládeže zamířil do Teplic.

### Teplice
V létě 2008 se Breite propracoval do A-mužstva Teplic. Svůj debut si odbyl 30. května 2009 v utkání posledního kola Gambrinus ligy proti Českým Budějovicím.
V létě 2009 zamířil na roční hostování do týmu z třetiligového klubu FK Arsenal Česká Lípa.
Podzimní část sezóny 2010/11 strávil Breite v druhé lize, hostoval v klubu FC Zenit Čáslav. Za Čáslav nastoupil k 9 druholigovým utkáním, ve kterých se gólově neprosadil.

### Varnsdorf
V lednu 2011 odešel Breite jako volný hráč do klubu FK Varnsdorf, tehdejšího nováčka ve 2. lize. V jarní části sezony 2010/11 se z Breiteho stal stabilní člen základní sestavy, když odehrál 11 utkání.
V následujících letech se z Breiteho postupně stal jeden z klíčových hráčů klubu, který se stabilizoval ve druhé nejvyšší soutěži. V sezoně 2014/15 skončil Varnsdorf na druhé příčce v lize. Breite zaznamenal osm vstřelených branek a za své výkony byl odměněn oceněním pro nejlepšího fotbalistu 2. nejvyšší soutěže. V dresu Varnsdorfu během necelých čtyř sezon odehrál dohromady 123 soutěžních utkání, vstřelil 19 branek a přidal 4 asistence.

### Návrat do Teplic
V červenci 2015 se Breite vrátil do Teplic, kde podepsal tříletý kontrakt. Pod vedením trenéra Davida Vavrušky se ihned Breite stal stabilním členem základní sestavy a během podzimní části sezony 2015/16 nastoupil do všech 18 soutěžních zápasů, v nichž vstřelil 2 branky.

### Slovan Liberec
V lednu 2016 zamířil Breite na půlroční hostování s opcí do Slovanu Liberec, opačným směrem putoval záložník z Pobřeží slonoviny Soune Soungole. Breite si odbyl svůj debut v dresu Liberce 20. února při výhře 3:2 nad Jabloncem. Breite se stal jedním z klíčových hráčů a pravidelně nastupoval pod trenérem Jaroslavem Šilhavým i pod nově příchozím trenérem Jindřichem Trpišovským. Během jarní části sezony 2015/16 nastoupil k 15 soutěžním utkáním a vstřelil 1 branku. V květnu 2016 klub uplatnil předkupní právo a získal hráče nastálo.
Dne 28. července 2016 debutoval Breite v pohárové Evropě, když odehrál celé utkání třetího předkola Evropské ligy proti rakouské Admiře Wacker. S Libercem postoupil přes rakouský celek a kyperský klub AEK Larnaka až do skupinové fáze soutěže. 20. října obdržel Breite v 84. minutě utkání základní skupiny Evropské ligy proti italské Fiorentině druhou žlutou kartu v zápase a byl vyloučen. V sezoně 2016/17 patřil Breite ke stabilním členům základní sestavy, odehrál 36 zápasů a přímo se podílel na pěti brankách.
Breite stabilně nastupoval v dresu Liberce i v sezoně 2017/18, kdy třemi brankami ve 29 soutěžních zápasech pomohl Liberci ke konečné šesté příčce v české nejvyšší soutěži.
V létě 2018 se Breite stal novým kapitánem Liberce, zvolil jej nově příchozí trenér Zsolt Hornyák a pásku převzal po odchodu Vladimíra Coufala do pražské Slavie. V sezoně 2018/19 dovedl Breite Liberec ke konečné šesté příčce v lize, nastoupil dohromady do 38 zápasů.
Breite patřil ke stabilním členům základní sestavy i v podzimní části sezony 2019/20. Nastoupil do 18 zápasů a vstřelil 2 branky.
Dohromady v dresu Liberce odehrál během pěti sezon 136 utkání.

### Sigma Olomouc
V únoru 2020 přestoupil Breite ze Slovanu Liberec do Sigmy Olomouc. Na Hané podepsal smlouvu do konce června 2022. Svůj debut si odbyl 23. února při výhře 1:0 nad pražskou Spartou. Pod trenérem Radoslavem Látalem se Breite stal ihned stabilním členem základní sestavy Sigmy, v jarní části sezony odehrál 12 soutěžních utkání a pomohl klubu k postupu do semifinále českého poháru.
Po svém debutu v české reprezentaci v létě 2020 patřil Breite ke klíčovým hráčům olomouckého mužstva. V sezoně 2020/21 odehrál 35 utkání a pomohl Sigmě ke konečné deváté příčce.
Dne 14. srpna 2021 vedl Sigmu poprvé jako kapitán při absenci Romana Hubníka, a to do utkání čtvrtého kola české nejvyšší soutěže proti Českým Budějovicím. V průběhu sezony si tuto roli ještě několikrát zopakoval, dohromady nastoupil do 36 soutěžních zápasů a pomohl klubu ke konečné osmé příčce.
V červenci 2022 se Breite stal novým kapitánem olomouckého mužstva. V sezoně 2022/23 pravidelně nastupoval v základní sestavě a dovedl Olomouc až do skupiny o titul. Nastoupil dohromady do 36 utkání, vstřelil 1 branku a přidal 4 asistence. V květnu 2023 prodloužil svou smlouvu s klubem do létě 2026.
Breite působil jako kapitán Sigmy i v následujících sezonách. 21. října 2023 odehrál Breite své 250. utkání v české nejvyšší soutěži, zápas proti Pardubicí odehrál celý a přispěl k remíze 1:1. V ročníku 2023/24 dvěma brankami a šesti asistencemi ve 31 zápasech pomohl klubu ke konečné deváté příčce.

## Reprezentační kariéra
Dne 6. září 2020 dostal svoji první pozvánku do českého národního týmu na zápas Ligy národů proti Skotsku. K tomu mu napomohla i nucená karanténa prvního týmu, který odehrál zápas se Slovenskem.